# Vocalización tiberiana

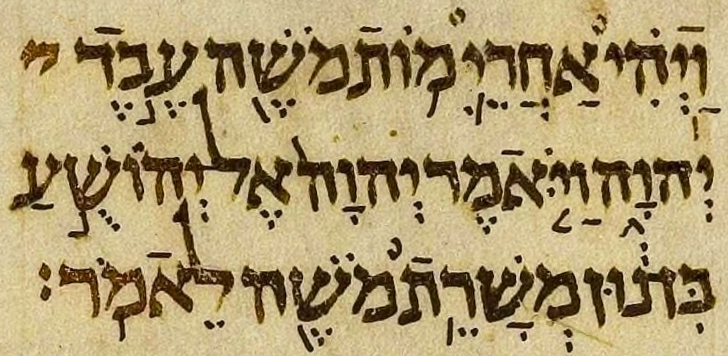
Códex Aleppo, Libro de Josué, 1:1.

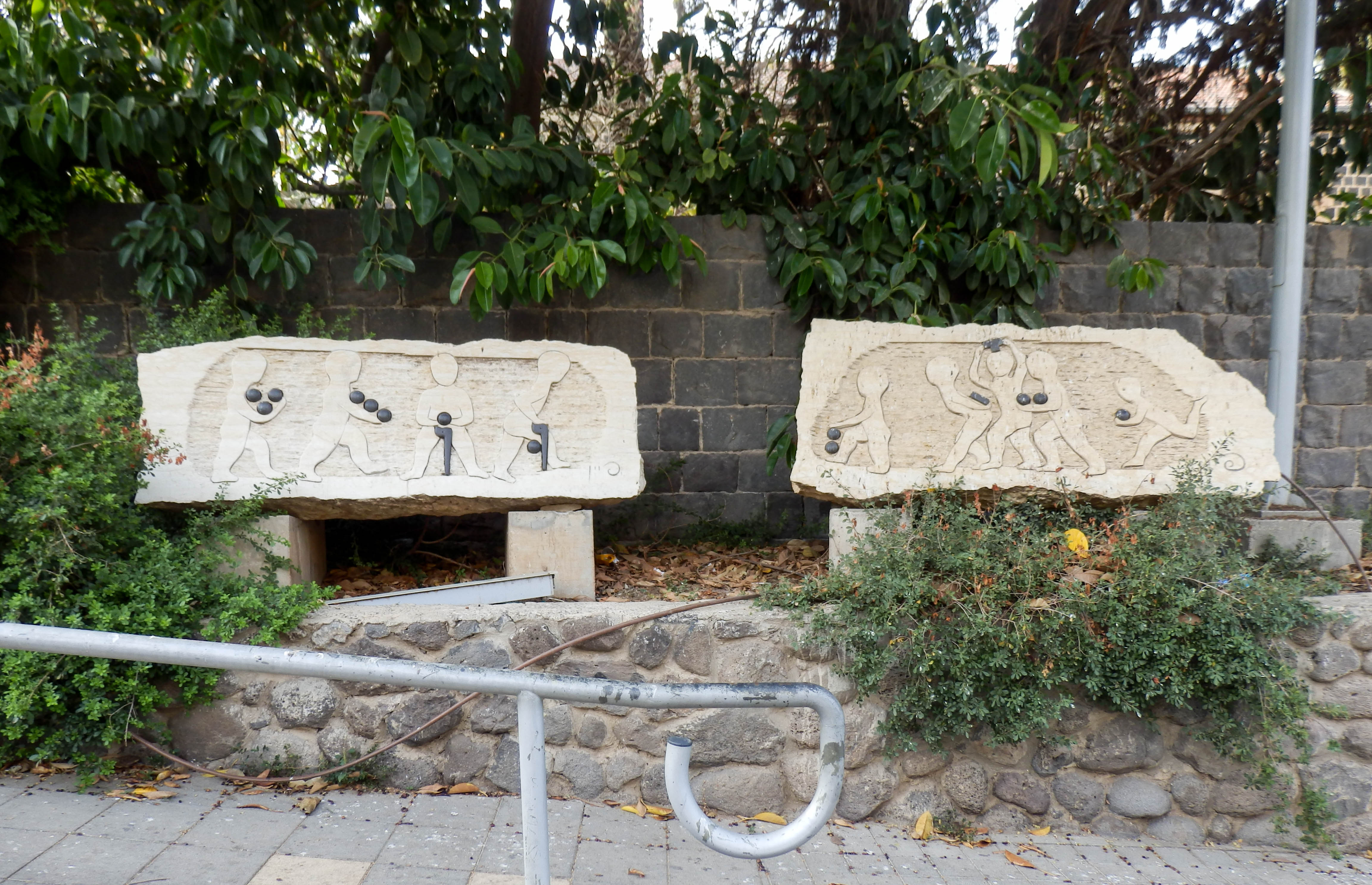
Representaciones de figuras con diacríticos vocálicos tiberianos en piedra caliza y basalto en la costa de Tiberíades.

La vocalización tiberiana, señalización tiberiana o niqqud tiberiano (en hebreo: נִיקוּד טְבֵרִיָנִי Nikkud Tveriyani) es un sistema de diacríticos (niqud) ideado por los masoretas de Tiberíades para agregar al texto consonántico de la Biblia hebrea y producir así el texto masorético. El sistema pronto se utilizó para vocalizar también otros textos hebreos.
La vocalización tiberiana marca las vocales y el énfasis, hace distinciones sutiles de la calidad y la duración de las consonantes, y sirve como puntuación. Aunque el sistema tiberiano se creó para el hebreo tiberiano, se ha convertido en el sistema dominante para vocalizar todas las formas de hebreo y desde hace mucho tiempo ha eclipsado los sistemas de vocalización babilónica y palestina.

## Diacríticos consonánticos
El punto sin distingue entre los dos valores del hebreo ש. Un daguesh indica que una consonante está geminada o sin aspirar, y un rafe indica espirantización. El mappiq indica que ה es consonántico, no silencioso, en posición sílaba-coda.

## Diacríticos vocálicos
Las siete cualidades vocales del hebreo tiberiano se indican directamente por distintos signos diacríticos:
| niqud con א | אַ     | אֶ     | אֵ     | אִ     | אָ      | אֹ     | אֻ      | אוּ     |
| nombre      | patah | segol | tzere | hiriq | qamatz | holam | qubutz | shuruq |
| valor       | /a/   | /ɛ/   | /e/   | /i/   | /ɔ/    | /o/   | /u/    | /u/    |

Los diacríticos qubutz y shuruq representan / u /, pero se usa shuruq cuando el texto usa ortografía completa (con waw como mater lectionis). Cada uno de los fonemas vocálicos podría alargarse alofónicamente y ocasionalmente, la longitud está marcada con metheg. (Entonces, metheg también puede indicar indirectamente cuándo un shva que sigue es vocal).
Las vocales ultracortas son un poco más complicadas. Había dos grafemas correspondientes a la vocal / ă /, atestiguadas por alternancias en manuscritos como ארֲריך~ארְריך, ואשמֳעָה~ואשמְעָה}}.‎. Además, uno de los grafemas también podría ser silencioso:
| niqud con א | אְ      | אֲ           | אֱ           | אֳ            |
| nombre      | shva   | hataf patah | hataf segol | hataf qamatz |
| valor       | /ă/, ⌀ | /ă/         | /ɛ̆/         | /ɔ̆/          |

Shva fue usado tanto para indicar la falta de una vocal (šwa inactiva, shva nah) o como otro símbolo para representar el fonema / ă / (šwa móvil, shva na), este último también representado por hataf patah. El fonema / ă / tenía varios alófonos; / ă / tuvo que escribirse con shva en lugar de hataf patah cuando no se pronunciaba como [ă] . Antes de un laríngeo-faríngeo, šwa móvil fue pronunciado como una copia ultracorta de la siguiente vocal (וּבָקְעָה [uvɔqɔ̆ʕɔ]) y como [ĭ] que precede / j /, (תְדֵמְּיוּ֫נִי /θăðammĭjuni/). El uso de las vocales ḥataf era obligatorio bajo guturales pero opcional bajo otras letras, habiendo una variación considerable entre los manuscritos.